# Crocodylomorpha
A Crocodylomorpha az archosaurusok egyik jelentős csoportja, amely tartalmazza a krokodilokat és kihalt rokonaikat.
A mezozoikum során és a harmadidőszak kezdetén a Crocodylomorpha sokkal változatosabb volt, mint napjainkban. A triász időszakban élt képviselőik kis, könnyű felépítésű, aktív szárazföldi állatok voltak. Ezek helyébe a kora jura idején a különböző édesvízi és tengeri formák léptek. A késő jura, a kréta és a harmadidőszak alatt sokféle szárazföldi és félig vízi fejlődési vonaluk élt, a „modern” krokodilok azonban nem jelentek meg a késő kréta időszakot megelőzően.

## Evolúciós történet
A krokodilok fejlődési vonalának kihalt fajait és ág-csoportját (a crurotarsi kládot) vizsgálva bebizonyosodik, hogy ez a hüllőcsoport nagyon változatos és alkalmazkodó volt. Nem csak egy, a dinoszauruszokhoz hasonlóan ősi állatcsoport volt, hanem sok különféle képviselője fejlődött ki. A legkorábbi crocodylomorphák a késő triász idején kialakult sphenosuchiák kis, igen vékony, agárszerű szárazföldi állatok voltak. A Metriorhynchidae család jura és kréta időszaki tengeri tagjainál, például a Metriorhynchusnál uszonyszerűbb lábak fejlődtek ki, a farkuk pedig a mai halakéra emlékeztetett. A Metriorhynchus közeli rokona, a Dakosaurus andiniensis olyan koponyával rendelkezett, ami a nagy méretű tengeri hüllőkkel való táplálkozáshoz alkalmazkodott. A kréta időszakban sok szárazföldi faj, köztük a Simosuchus clarki és a Chimaerasuchus paradoxus növényevővé vált. A harmadidőszakban és a pleisztocén idején több fejlődési vonal is teljesen a szárazföldi életmódhoz alkalmazkodott.

## Filogenetikus definíció
A Crocodylomorpha Sereno által 2005-ben megalkotott filogenetikus definíciója szerint „A legbővebb értelmű klád, amely tartalmazza a Crocodylus niloticust (Laurenti 1768), de nem tartalmazza a Poposaurus gracilist (Mehl, 1915), a Gracilisuchus stipanicicorumt (Romer, 1972), a Prestosuchus chiniquensist (Huene, 1942) és az Aetosaurus ferratust (Fraas, 1877).”. Ez egy ág-alapú definíció, emiatt tartalmazza az összes olyan taxont, amely közelebb áll a fennmaradt krokodilokhoz, mint a többi crurotarsi kládhoz.

## Taxonómia és törzsfejlődés
Történetileg az összes élő és kihalt krokodilt válogatás nélkül a Crocodilia rendbe sorolták be. Később azonban a krokodilok morfológiájának megismerése után kiderült, hogy ez a módszer hibás volt. Így a Crocodilia rend napjainkban az élő és a hozzájuk közel álló kihalt fajokra például a Mekosuchusra korlátozódik.
A korábbi Crocodilia az alábbi alrendekre oszlott fel:
- Eusuchia: valódi krokodilok (beleértve a Crocodylia koronacsoportot)
- Mesosuchia: „középső'” krokodilok
- Thalattosuchia: tengeri krokodilok
- Protosuchia: az első krokodilok

A Mesosuchia egy parafiletikus csoport, amely nem tartalmazza az eusuchiákat (melyek a Mesosuchián belül helyezkednek el). A Mesoeucrocodylia a mesosuchiákat és eusuchiákat tartalmazó klád (Whetstone és Whybrow 1983-as műve szerint).

### Törzsfejlődés
Larsson és Sues (2007-es), valamint Sereno és szerzőtársai. (2003-as) műve alapján:
```
Crocodyliformes
  |--
Protosuchia

  `--o 
Mesoeucrocodylia

     |--
Thalattosuchia

      `--+--
Notosuchia

         `--+-
Sebecia

            `—o 
Neosuchia

               |--
Atoposauridae

               `--+--+--
Pholidosaurus

                  |  `--+--
Dyrosauridae

                  |     `--+--
Sarcosuchus

                  |         `--
Terminonaris

                  `--+--
Goniopholididae

                     `--+--
Bernissartia

                         `--
Eusuchia
```

A Crocodilia és az Eusuchia korábbi definíciói nem illeszkednek pontosan a csoport evolúciójához. A jelenlegi definíció alapján csak a rend szintű Crocodilia taxon tekinthető érvényesnek.
Az őskrokodilokat sok taxon képviselte, de mivel a korai képviselőiknek csak néhány nagyobb csoportja ismerhető fel, még nincs lehetőség olyan döntés meghozatalára, ami korlátozná az új rend szintű kládokat (Benson & Clark, 1988).

## Fordítás
- Ez a szócikk részben vagy egészben  a   Crocodylomorpha című angol Wikipédia-szócikk ezen változatának fordításán alapul.  Az eredeti cikk szerkesztőit annak laptörténete sorolja fel. Ez a jelzés csupán a megfogalmazás eredetét és a szerzői jogokat jelzi, nem szolgál a cikkben szereplő információk forrásmegjelöléseként.